# STRO-1
STRO-1是一個常用的間充質幹細胞標記蛋白，分子量爲75kD（千道爾頓）。STRO-1這個名稱最早於1990年代提出，最初是用來指一種抗CD34+（陽性）間充質幹細胞的單克隆抗體系。名稱STRO-1中STRO指間充質，1指這種抗體是第一種能鑑定這種間充質細胞的單克隆抗體。隨後，STRO-1也被用來指STRO-1抗體對應的抗原。人體許多器官組織中都表達有STRO-1蛋白，比如肝和肺。